# Monier Monier-Williams

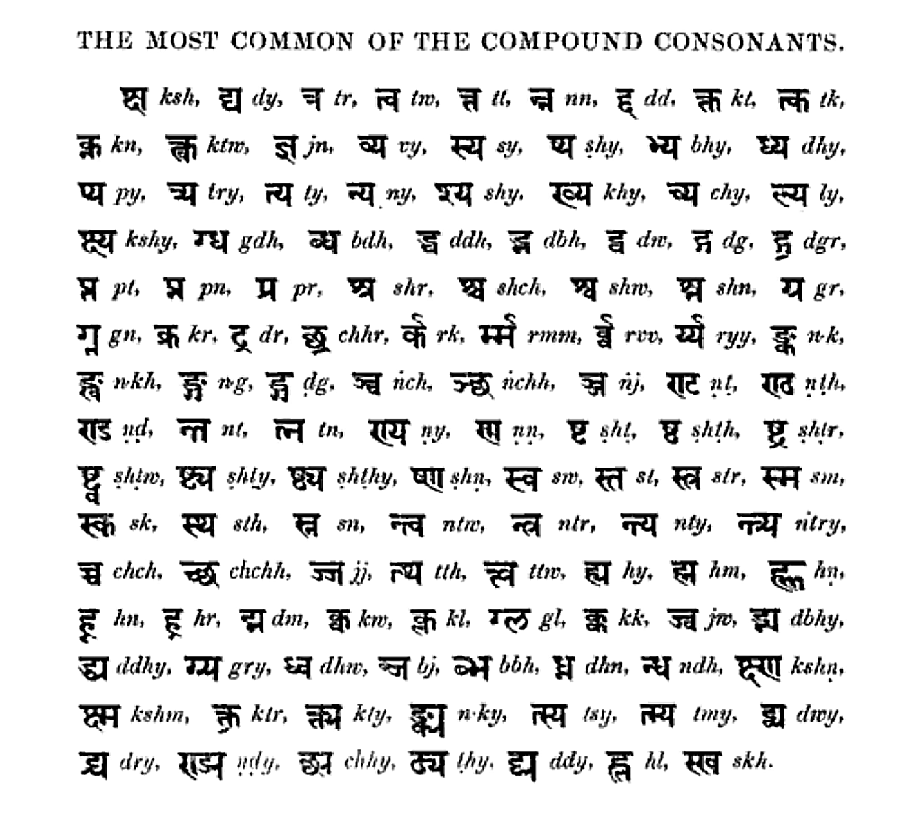
Imagen con ligaduras del devanagari del libro An Elementary Grammar of the Sanscrit Language (gramática elemental del lenguaje sánscrito), página 25, de Monier Monier-Williams (1846).

Monier Monier-Williams (Bombay, 12 de noviembre de 1819-Cannes, 11 de abril de 1899) fue un erudito británico. Estudió, documentó y enseñó idiomas asiáticos en Inglaterra, y compuso uno de los diccionarios de sánscrito-inglés más utilizados.
Fue hijo del coronel Monier Williams, intendente general en la presidencia de Bombay. Estudió en el University College (en Oxford) desde 1837 y enseñó idiomas asiáticos en el East India Company College (Colegio de la Compañía de las Indias Orientales) desde 1844 hasta 1858, cuando el gobierno de la empresa terminó a causa del motín en la India.

## Cátedra en Oxford
Sucedió en la cátedra Boden de sánscrito de la Universidad de Oxford a Horace Hayman Wilson, quien había comenzado la colección de manuscritos sánscritos de la universidad luego de inaugurar la cátedra en 1831. En Inglaterra, los estudios acerca de la India estaban dominados por las demandas del gobierno de ocupación británico y por el evangelismo cristiano, de manera que en un ambiente académico actual serían inaceptables. En realidad, Max Müller era el candidato con más méritos para la cátedra, pero fue eliminado porque su visión religiosa era demasiado liberal. En cambio Monier-Williams declaró desde un principio que la conversión de los hindúes a la religión cristiana debía ser una de las metas de la erudición orientalista. Monier-Williams fue designado el segundo catedrático de la asignatura.
Cuando Monier-Williams fundó el Instituto Indio de la Universidad en 1883, brindó un enfoque académico y un entrenamiento para el Servicio Civil Indio. Cuando la India se independizó del Reino Unido en 1947, el Instituto se cerró.

## Diccionario sánscrito-inglés
Monier-Williams creó un diccionario sánscrito-inglés que aún se sigue editando. También está disponible en CD-ROM y en la base de datos (que se puede consultar gratuitamente) del Cologne Digital Sanskrit Lexicon. Monier-Williams fue nombrado caballero en 1886, y fue nombrado caballero comendador de la Orden del Imperio de la India en 1889, cuando adoptó su nombre cristiano Monier como un apellido adicional.
Falleció en Cannes (Francia) el 11 de abril de 1899.

## Publicaciones
Lista incompleta de las obras de Monier Williams:
- An Elementary Grammar of the Sanscrit Language (trad: Una gramática elemental del lenguaje sánscrito) W. H. Allen & Company. 1846. (1846).
- Traducción de la obra sánscrita Shakuntala (1853).
- Indian Wisdom (sabiduría india), una antología de la literatura sánscrita (1875).
- Modern India and Indians (India e indios actuales).
- Buddhism (in its connexion with Brahmanism and Hinduism, and in its contrast with Christianity) [budismo en relación con el brahmanismo y el hinduismo, y en contraste con el cristianismo] (1889).
- Sanskrit-English Dictionary (diccionario sánscrito-inglés). ISBN 0-19-864308-X.